# Neuvième guerre d'Italie
Pour les articles homonymes, voir Guerre d'Italie.
Batailles
La neuvième guerre d'Italie est un conflit entrant dans le cadre des guerres d'Italie et opposant de 1542 à 1546 la France de François Ier et son allié le sultan Soliman le Magnifique à l'empereur Charles Quint et à Henri VIII. D'importants combats se déroulent en France, aux Pays-Bas et en Italie et des tentatives d'invasion de l'Espagne et de l'Angleterre échouent. La guerre se termine par un statu quo et se révèle ruineuse pour les principaux participants.
Malgré la signature de la paix de Nice qui a mis fin à la huitième guerre d'Italie, la rivalité de longue date entre François Ier et Charles Quint ne s'est pas éteinte et le premier n'a pas renoncé à ses prétentions sur le duché de Milan. Le roi de France saisit un prétexte pour déclarer la guerre à son rival et lance l'offensive contre les Habsbourg aux Pays-Bas. L'alliance franco-ottomane s'empare de Nice en 1543 et une série de manœuvres militaires en Italie du nord culmine avec la sanglante bataille de Cérisoles en 1544. Charles Quint et Henri VIII planifient ensuite une invasion de la France mais les longs sièges de Saint-Dizier et de Boulogne les empêchent de lancer une offensive décisive.
François Ier et Charles Quint signent la trêve de Crépy-en-Laonnois en 1544 mais la mort l'année suivante du fils cadet du roi de France, Charles II d'Orléans, rend le traité sans valeur, son futur mariage avec la fille ou la nièce de l'empereur en constituant la pierre angulaire. Henri VIII continue la lutte contre les Français jusqu'en 1546 et la signature du traité d'Ardres, qui met un terme à la guerre. Les morts de François Ier et d'Henri VIII en 1547 ne mettent pas fin pour autant aux guerres d'Italie, qui se poursuivent jusqu'en 1559.

## Contexte
La paix de Nice, par lequel la huitième guerre d'Italie a pris fin, ne met pas pour autant un terme au conflit existant entre Charles Quint et François Ier. Bien que les hostilités soient terminées, laissant la place à des relations prudentes, aucun des deux monarques n'est satisfait par la conclusion de la guerre. François Ier continue de convoiter le duché de Milan alors que Charles Quint souhaite que le roi de France se conforme aux termes du traité de Madrid, qui a été imposé à François Ier durant sa captivité en Espagne à la suite de la sixième guerre d'Italie. D'autre part, les prétentions territoriales de Charles Quint sur la Bourgogne et celles de François Ier sur Naples et les Flandres sont également des pommes de discorde.
Les négociations entre les deux souverains continuent après la signature de la paix. En 1539, François Ier invite Charles Quint, qui doit faire face à la révolte de Gand, à traverser la France plutôt que de voyager depuis l'Espagne par voie maritime. L'empereur accepte et est somptueusement reçu mais, alors qu'il souhaite discuter d'affaires religieuses avec son hôte, la Réforme protestante étant en pleine expansion, les deux hommes s'attardent sur des problèmes politiques et rien n'est décidé quand Charles Quint quitte la France.
En mars 1540, Charles Quint propose de régler leurs différends en mariant sa fille, Marie d'Espagne, avec Charles de France, le plus jeune fils de François Ier, et de leur donner en héritage les Pays-Bas espagnols, la Bourgogne et le Charolais à la mort de l'empereur. François Ier, en contrepartie, doit renoncer à ses prétentions sur les duchés de Milan et de Savoie, ratifier les traités de Madrid et de Cambrai et s'allier à Charles Quint. Le roi de France, considérant que la perte de Milan est un trop grand prix à payer en échange d'une possession future des Pays-Bas et peu désireux de ratifier les deux traités, fait une contre-proposition le 24 avril, selon laquelle il accepte de renoncer à ses prétentions sur Milan en échange de la remise immédiate des Pays-Bas. Les négociations continuent pendant quelques semaines mais aucun progrès n'est effectué et elles sont abandonnées en juin 1540.

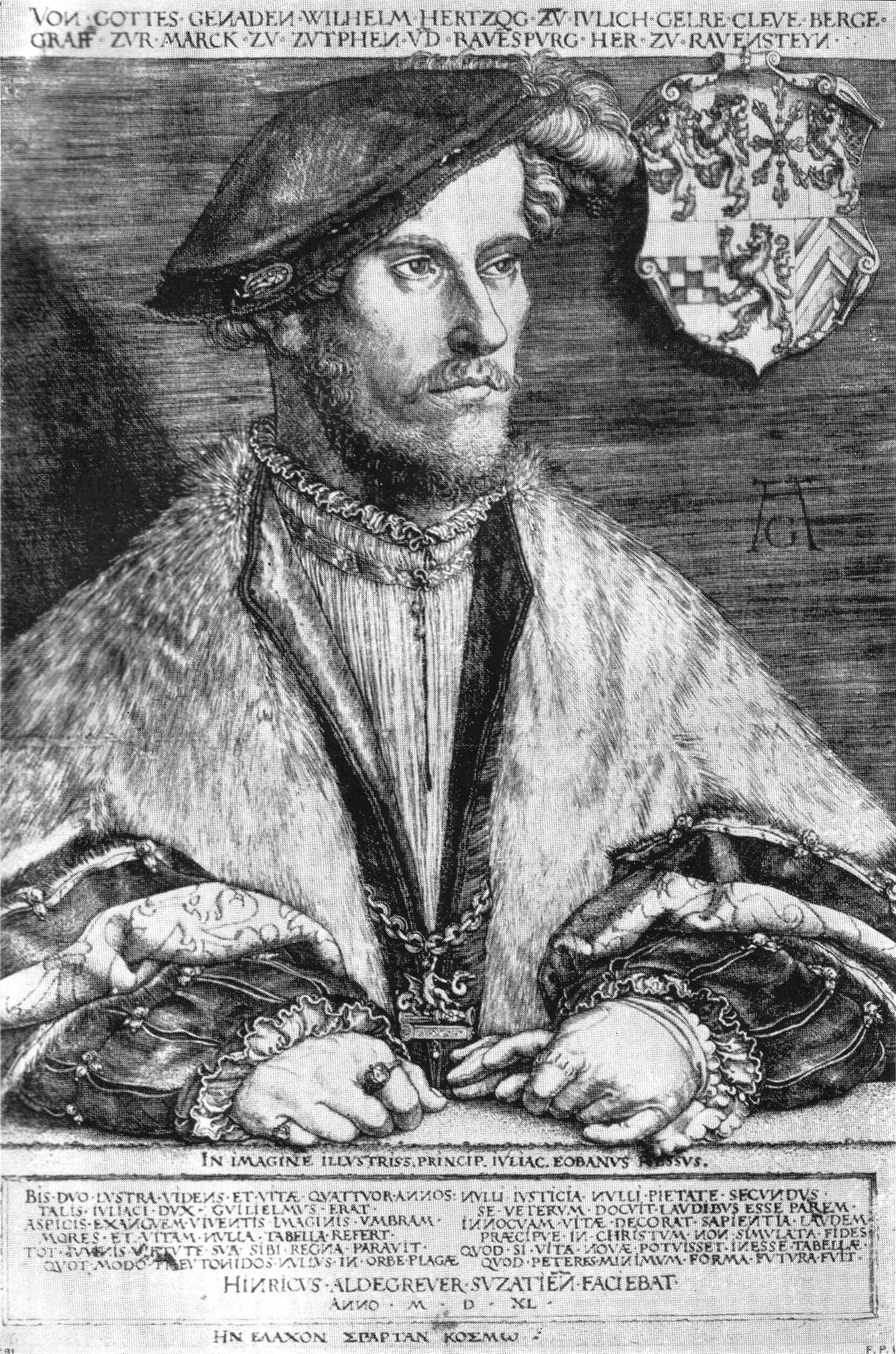
Guillaume de Clèves (gravure de Heinrich Aldegraver vers 1540) s'allie à François Ier par son mariage avec Jeanne d'Albret mais est vaincu par Charles Quint.

François Ier cherche alors de nouveaux alliés, et Guillaume de Clèves, qui est engagé dans une dispute avec l'empereur au sujet du duché de Gueldre, scelle une alliance avec la France en se mariant avec Jeanne d'Albret, la nièce de François Ier. Il tente également de s'allier avec la ligue de Smalkalde mais celle-ci y élève des objections, et les autres alliés potentiels de la France en Allemagne du nord trouvent une entente avec l'empereur. Les efforts diplomatiques français avec Soliman le Magnifique sont plus fructueux et conduisent à un renouvellement de l'alliance franco-ottomane ; le sultan de l'Empire ottoman cherche en effet à distraire Charles Quint de ses progrès en Hongrie et encourage la division entre la France et le Saint-Empire.

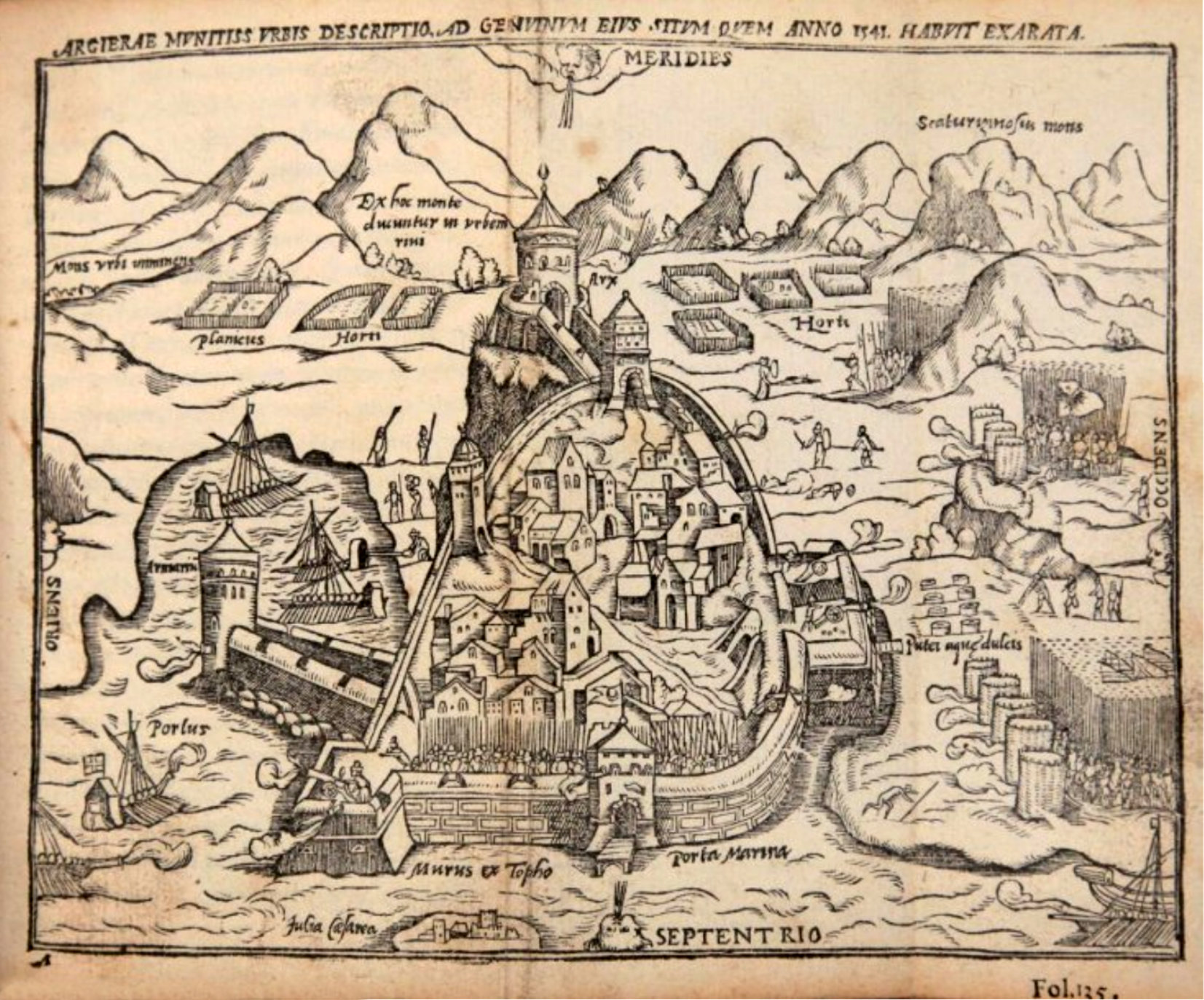
Siège d'Alger par l'Empereur Charles Quint en 1541 face à la garnison ottomane.

Le 4 juillet 1541, Antoine de Rincon, l'ambassadeur de France auprès de l'Empire ottoman, est assassiné par des troupes impériales alors qu'il voyage près de Pavie. En réponse aux vigoureuses protestations de François Ier, Charles Quint nie toute responsabilité et promet de mener une enquête sur cette affaire avec l'assistance du pape. L'empereur prépare en effet une campagne en Afrique du Nord et souhaite éviter des difficultés supplémentaires en Europe. Charles Quint est à Majorque à la fin du mois de septembre 1541, planifiant son attaque sur Alger, et François Ier, considérant comme peu avisé d'attaquer un souverain chrétien alors que celui-ci combat les Musulmans, promet de ne pas lui déclarer la guerre tant qu'il sera en campagne. Toutefois, l'expédition de Charles Quint tourne au désastre quand des tempêtes dispersent et détruisent en partie la flotte d'invasion peu après le début du débarquement, et l'empereur rentre en Espagne avec ce qui reste de ses troupes au mois de novembre. Le 8 mars 1542, Antoine Escalin des Aimars, nouvel ambassadeur français auprès de Soliman, revient de Constantinople avec la promesse du sultan d'apporter son aide à la France dans la guerre contre Charles Quint. François Ier déclare la guerre à l'empereur le 12 juillet, invoquant comme causes diverses offenses subies dont le meurtre de Rincon, au sujet duquel il proclame que c'est « une offense si grande, si détestable et si étrangère à ceux qui portent le titre et la qualité de prince qu'elle ne peut en aucun cas être pardonnée, tolérée ou supportée ».

## Manœuvres initiales et traité de Venlo
Les Français lancent immédiatement une offensive sur deux fronts contre Charles Quint. Dans le nord, Charles de France s'empare brièvement de Luxembourg ; alors que dans le sud, une importante armée conduite par Claude d'Annebault et le dauphin Henri met le siège devant Perpignan mais subit un échec. Pendant ce temps, François Ier se trouve à La Rochelle où il met fin à une révolte des habitants de la ville causée par une réforme de la gabelle.

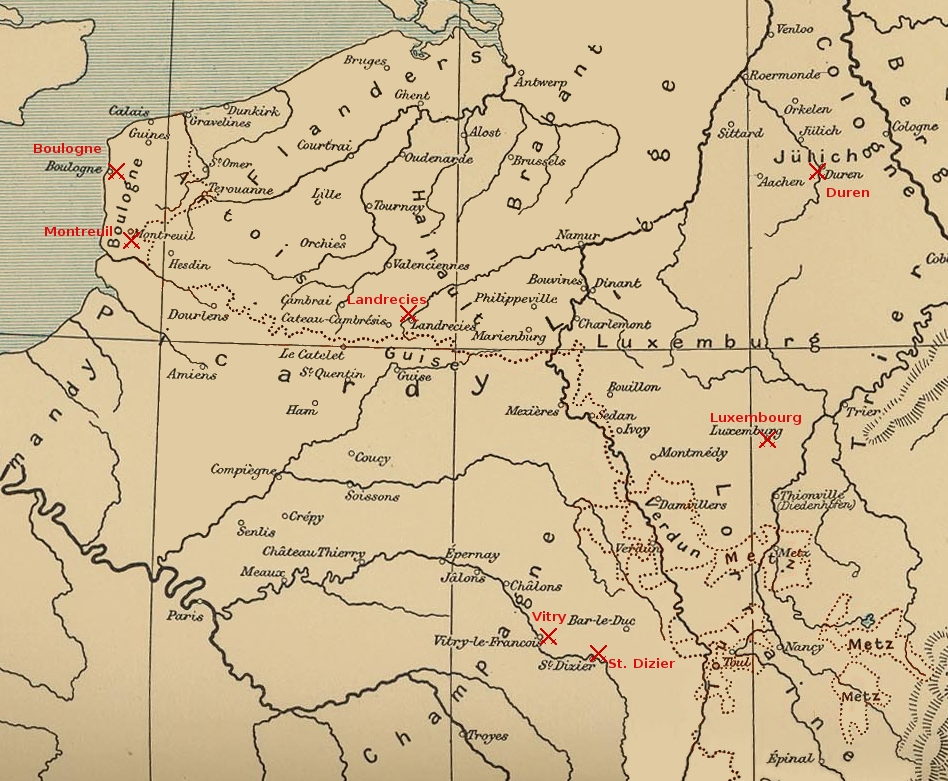
Batailles et sièges dans le nord de la France et aux Pays-Bas au cours de la guerre.

Dans le même temps, les relations entre François Ier et Henri VIII d'Angleterre se détériorent. Le monarque anglais, déjà furieux par le refus des Français de payer les pensions qui lui sont dues à la suite des traités précédemment signés, doit désormais faire face à une potentielle interférence française en Écosse alors qu'il tente de conclure un mariage entre son fils Édouard et la reine nouveau-née Marie Stuart, tentative infructueuse qui va se transformer en guerre ouverte connue sous le nom de Rough Wooing. Henri VIII est décidé à déclarer la guerre à la France mais les négociations menées à cet effet avec Charles Quint s'avèrent difficiles car le roi d'Angleterre est un schismatique aux yeux de l'empereur, qui refuse de promettre de le défendre en cas d'attaque et de se référer à lui comme le chef de l'Église anglicane, deux points sur lesquels Henri VIII insiste. Les négociations finissent néanmoins par aboutir et les deux souverains signent le 11 février 1543 un traité d'alliance offensive, par lequel ils jurent d'envahir la France dans les deux ans. En mai 1543, Henri VIII envoie un ultimatum à François Ier, et lui déclare finalement la guerre le 22 juin.
Les hostilités s'intensifient dans le nord de la France. Sur l'ordre d'Henri VIII, Sir John Wallop débarque à Calais à la tête d'une armée de 5 000 hommes dans le but d'assurer la défense des Pays-Bas. Une armée française commandée par Antoine de Bourbon s'empare de Lillers en avril ; une autre, dirigée par d'Annebault, prend Landrecies en juin ; et Guillaume de Clèves, se joignant ouvertement à la guerre du côté des français, charge Martin van Rossum d'envahir le Brabant, qui est soumis au pillage. François Ier s'arrête inexplicablement près de Reims avec son armée pendant que les Impériaux attaquent Guillaume de Clèves, envahissant le duché de Juliers et s'emparant de Düren.
François Ier donne l'ordre à son fils Charles et à d'Annebault de défendre son allié, et les Français prennent Luxembourg le 10 septembre 1543, mais il est déjà trop tard pour Guillaume de Clèves, qui s'est rendu trois jours plus tôt en signant le traité de Venlo avec Charles Quint. Par ce traité, Guillaume de Clèves cède la suzeraineté du duché de Gueldre et de Zutphen à l'empereur et lui offre son assistance pour lutter contre la Réforme protestante. Les Impériaux s'avancent ensuite vers Landrecies et cherchent à livrer bataille aux Français mais ceux-ci se replient sur Saint-Quentin le 4 novembre, laissant à Charles Quint le champ libre pour marcher sur le nord et s'emparer de Cambrai.

## Siège de Nice et opérations en Italie

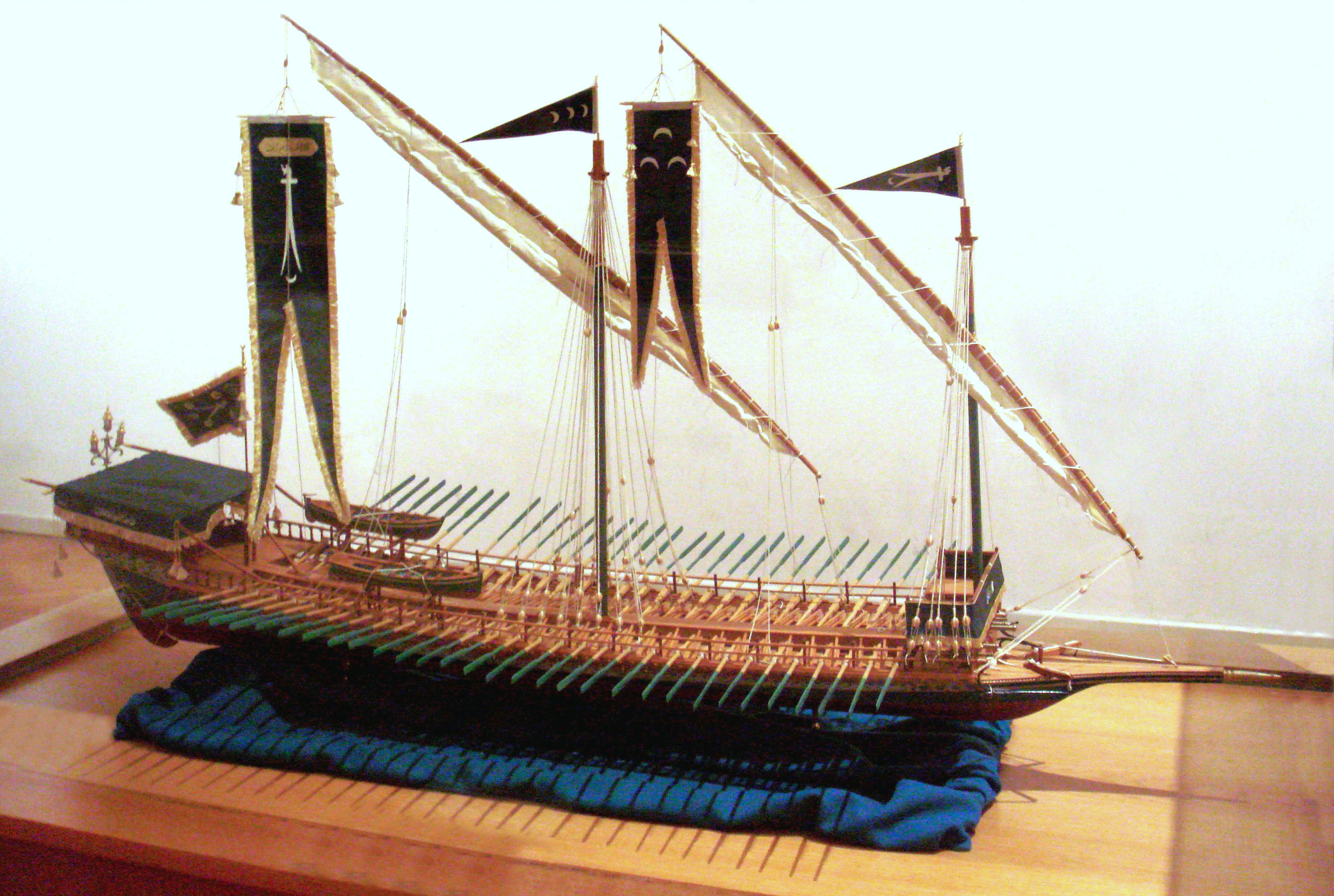
La galère de Khayr ad-Din Barberousse pendant sa campagne en Méditerranée en 1543 (musée naval d'Istanbul).

Pendant ce temps, d'autres engagements ont lieu en mer Méditerranée. En avril 1543, Soliman le Magnifique met la flotte de Khayr ad-Din Barberousse à disposition du roi de France. Barberousse quitte le détroit des Dardanelles avec une centaine de galères, mène des raids tout le long de la côte italienne et arrive à Marseille au mois de juillet, où il est reçu par François de Bourbon, comte d'Enghien, commandant de la flotte française. Le 6 août, la flotte franco-ottomane met à l'ancre au large de Nice, possession du duc de Savoie, et opère à Villefranche-sur-Mer un débarquement de troupes qui mettent le siège devant la ville. Nice tombe le 22 août mais la citadelle résiste jusqu'au 8 septembre, date à laquelle le siège est levé en raison de l'arrivée imminente d'une armée de secours impériale.
La flotte ottomane devient alors encombrante pour les Français. Le 6 septembre, Barberousse menace de partir si on ne lui donne pas les moyens de ravitailler ses équipages. En réponse, François Ier donne l'ordre aux habitants de Toulon d'évacuer la ville afin qu'elle soit mise à disposition de Barberousse, qui l'utilise comme base pour ses 30 000 hommes pendant les huit mois suivants, période durant laquelle il mène des raids sur les côtes italiennes et espagnoles. François Ier est de plus en plus embarrassé par la présence de la flotte de Barberousse et, peu désireux de l'aider à reprendre Tunis, négocie son départ qui survient en mai 1544. La flotte ottomane, accompagnée de cinq galères françaises et d'Antoine Escalin des Aimars, repart pour Constantinople, pillant la côte napolitaine en cours de route.

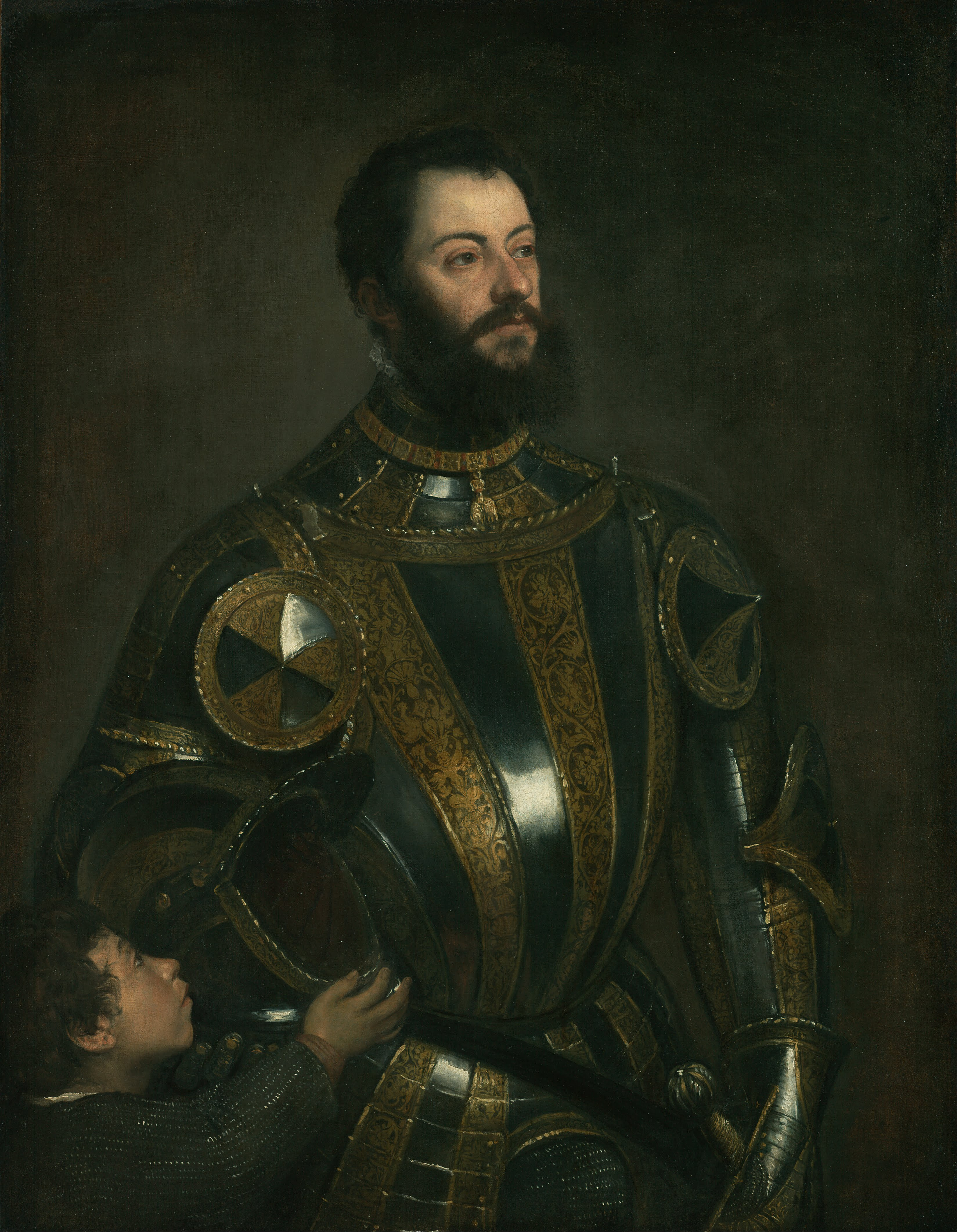
Portrait d'Alfonso de Àvalos, marquis del Vasto, en armure avec un page (peinture du Titien, vers 1533). Alfonso de Ávalos fut vaincu par les Français à la bataille de Cérisoles mais remporta par la suite celle de Serravalle.

Dans le Piémont, l'armée française, commandée par Guigues Guiffrey, et l'armée impériale, dirigée par Alfonso de Ávalos, sont dans l'impasse. Les Impériaux ont capturé la forteresse de Carignano, que les Français assiègent dans l'espoir de contraindre leurs adversaires à livrer une bataille décisive. François Ier envoie des renforts significatifs à cette armée pendant l'hiver 1543-1544 et place le comte d'Enghien à sa tête. Àvalos a lui aussi reçu des renforts et se met en route pour faire lever le siège de Carignano et les deux armées livrent le 11 avril 1544 l'une des rares batailles rangées de la guerre à Cérisoles. Les Français sont victorieux mais l'invasion imminente de la France par Charles Quint et Henri VIII oblige François Ier à rappeler le plus gros de son armée du Piémont, ce qui prive le comte d'Enghien des troupes nécessaires pour s'emparer de Milan. Au début du mois de juin, Àvalos prend sa revanche en détruisant une armée de mercenaires italiens au service des Français commandée par Pierre Strozzi lors de la bataille de Serravalle. Cette bataille est le dernier engagement important en Italie jusqu'à la fin de la guerre.

## Invasion de la France
Le 31 décembre 1543, Charles Quint et Henri VIII signent un traité par lequel ils s'engagent à diriger personnellement chacun une armée ne comptant pas moins de 35 000 fantassins et 7 000 cavaliers dans le but d'envahir la France avant le 20 juin 1544. François Ier peut pour sa part réunir environ 70 000 hommes en comptant toutes ses armées. La campagne ne peut toutefois pas commencer avant que Charles Quint et Henri VIII ne résolvent respectivement leurs conflits avec les princes allemands et avec l'Écosse. Le 15 mai, Edward Seymour informe Henri VIII que les Écossais ne sont plus en position de le menacer à la suite de sa campagne contre eux, et le roi d'Angleterre commence alors à faire des préparatifs pour sa campagne en France, contre l'avis de son Conseil qui estime que sa présence retardera les opérations. Pendant ce temps, Charles Quint trouve un accord avec les princes allemands à la diète de Spire et les électeurs de Saxe et du Brandebourg acceptent de se joindre à lui pour son invasion.
En mai 1544, deux armées impériales sont prêtes à envahir la France ; l'une, commandée par Ferdinand Ier de Guastalla, au nord du Luxembourg ; et l'autre, dirigée par Charles Quint en personne, dans le Palatinat. Le 25 mai, l'armée de Guastalla s'empare de la ville de Luxembourg et se dirige en direction de Commercy et de Ligny, émettant une proclamation selon laquelle l'empereur est venu renverser « un tyran allié aux Turcs ». Le 8 juillet, Guastalla met le siège devant Saint-Dizier, où il est rejoint peu après par l'armée de Charles Quint.

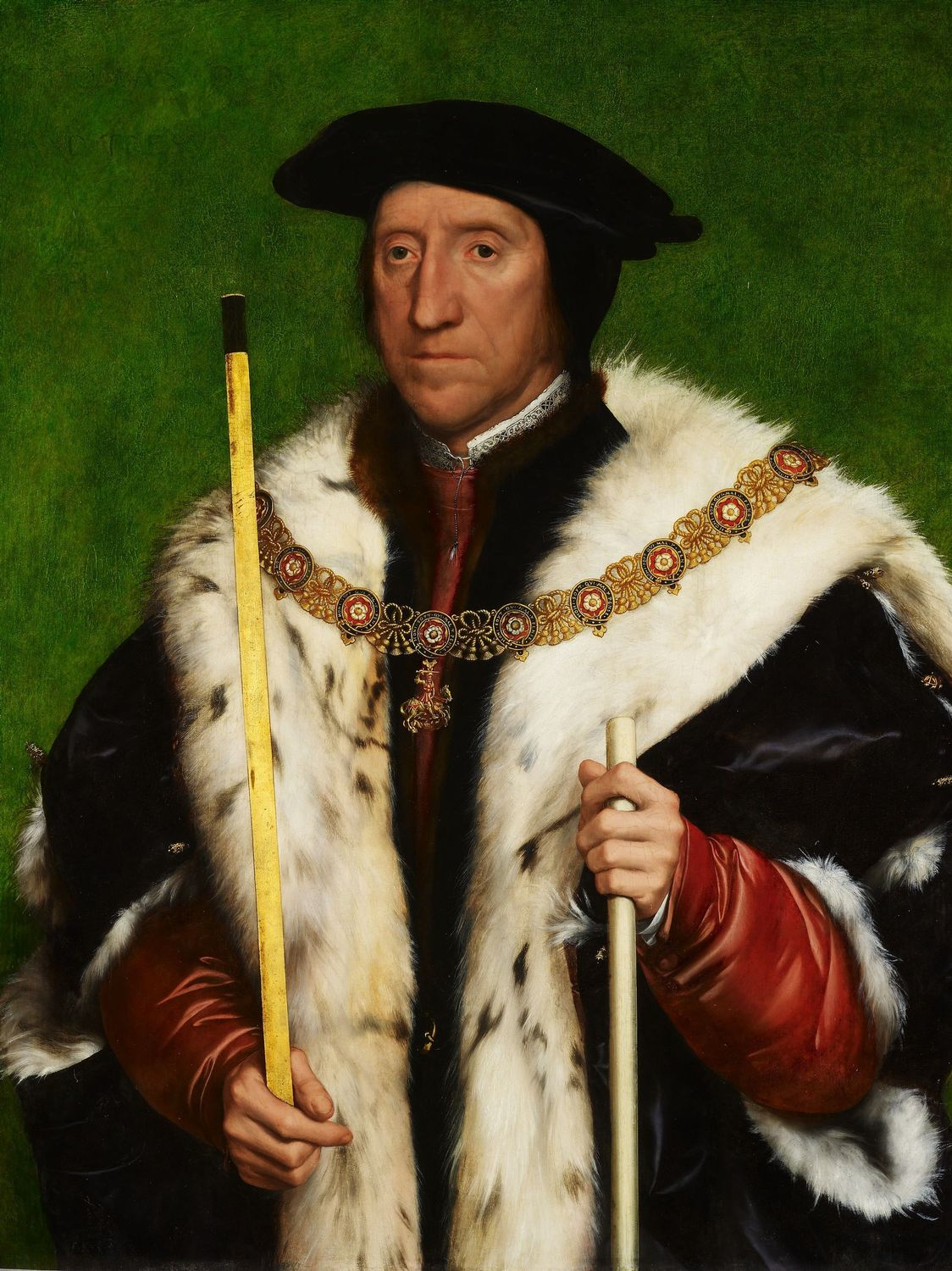
Thomas Howard, duc de Norfolk (portrait de Hans Holbein le Jeune, 1539). Norfolk dirigea sans succès le siège de Montreuil.

Pendant ce temps, Henri VIII envoie une armée de 40 000 hommes, sous le commandement conjoint de Thomas Howard, duc de Norfolk et Charles Brandon, duc de Suffolk, à Calais. Tandis qu'Henri VIII est en désaccord avec Charles Quint à propos des objectifs de la campagne et de sa propre présence en France, son armée pénètre en territoire français sans avoir de but précis. Henri VIII décide finalement de diviser son armée en deux. Il donne l'ordre à Norfolk d'assiéger Ardres ou Montreuil et le duc avance vers cette dernière ville mais se révèle incapable de l'assiéger efficacement, se plaignant d'un ravitaillement et d'une organisation médiocres. Suffolk est chargé quant à lui d'assiéger Boulogne-sur-Mer et, le 14 juillet, Henri VIII débarque à Calais pour se joindre à lui. Le siège de Boulogne commence le 19 juillet malgré les protestations de Charles Quint qui insiste pour que les Anglais avancent en direction de Paris.
Charles Quint, de son côté, est toujours retardé devant Saint-Dizier. La ville, fortifiée par Girolamo Marini et défendue par Louis IV de Bueil continue de résister aux assauts de l'armée impériale. Le 24 juillet, les Impériaux s'emparent de Vitry-en-Perthois, depuis laquelle les Français harcelaient ses lignes de ravitaillement. Le 8 août, les défenseurs de Saint-Dizier, qui commencent à manquer de vivres, entament les négociations et, le 17 août, la ville capitule. La garnison est autorisée à quitter la ville avec ses étendards, sa résistance pendant 41 jours ayant brisé l'offensive impériale. Certains conseillers de l'empereur lui suggèrent de battre en retraite mais Charles Quint, désireux de ne pas perdre la face, marche en direction de Châlons-en-Champagne, jusqu'à ce que la progression de son armée soit arrêtée par des troupes françaises positionnées à Jâlons. Les Impériaux s'emparent néanmoins d'Épernay, Châtillon-sur-Marne, Château-Thierry et Soissons.
Les Français ne font pour leur part aucune tentative pour intercepter l'armée de Charles Quint. Des troupes commandées par Jacques de Montgomery mettent à sac Lagny-sur-Marne, dont les habitants se sont prétendument révoltés, mais n'essaient pas de livrer bataille aux Impériaux. La population de Paris est prise de panique malgré les déclarations de François Ier indiquant qu'elle ne court aucun danger. Les Impériaux font finalement demi-tour le 11 septembre. Henri VIII est quant à lui arrivé à Boulogne pour diriger personnellement les opérations et la ville finit par tomber le 18 septembre après 60 jours de siège.

## Trêve de Crépy

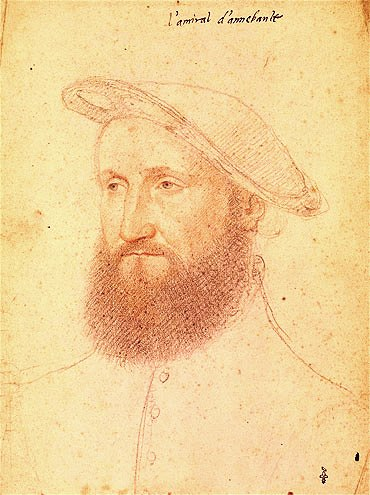
Portrait de Claude d'Annebault (école de Jean Clouet, vers 1535). En dépit de son manque total d'expérience dans le domaine naval, d'Annebault commanda la flotte française durant l'expédition navale contre l'Angleterre.

Charles Quint, à court de finances et devant s'occuper des troubles religieux croissants en Allemagne, demande à Henri VIII de lui permettre de conclure une paix séparée. Toutefois, le temps qu'Henri VIII reçoive la lettre de l'empereur, celui-ci a déjà conclu un traité avec François Ier, la trêve de Crépy, qui est signé par les représentants des deux souverains le 18 septembre 1544. La signature du traité est encouragée à la Cour du roi de France par Éléonore de Habsbourg, épouse de François Ier et sœur de Charles Quint, et par Anne de Pisseleu, la maîtresse du roi. Selon les termes de la paix, le statu quo de 1538 est restauré, Charles Quint abandonne ses revendications sur le duché de Bourgogne, et François Ier fait de même pour le royaume de Naples, les Flandres et l'Artois. Un mariage est convenu entre Charles de France, le fils cadet de François Ier, et Marie d'Espagne ou Anne d'Autriche, respectivement la fille et la nièce de l'empereur, le choix entre les deux étant laissé à Charles. Dans le premier cas, la mariée recevrait en dot les Pays-Bas et la Franche-Comté ; et Milan dans le second cas. François Ier accorde pour sa part à son fils les duchés de Bourbon, Châtellerault et Angoulême et abandonne ses prétentions sur le duché de Savoie. Enfin, François Ier promet d'assister Charles Quint dans sa lutte contre l'Empire ottoman. Un accord secret est également signé, par lequel le roi de France assistera l'empereur pour réformer l'Église, demander un concile et éliminer le protestantisme, par la force si nécessaire.
Le traité est très mal accueilli par le dauphin Henri, qui estime que son frère a été favorisé à ses dépens, par Henri VIII, qui juge que Charles Quint l'a trahi, et par le sultan Soliman le Magnifique. Cependant, la mort brutale de Charles de France moins d'un an plus tard, alors que son mariage avec Anne d'Autriche était imminent, rend le traité caduc.

## Poursuite de la lutte entre la France et l'Angleterre

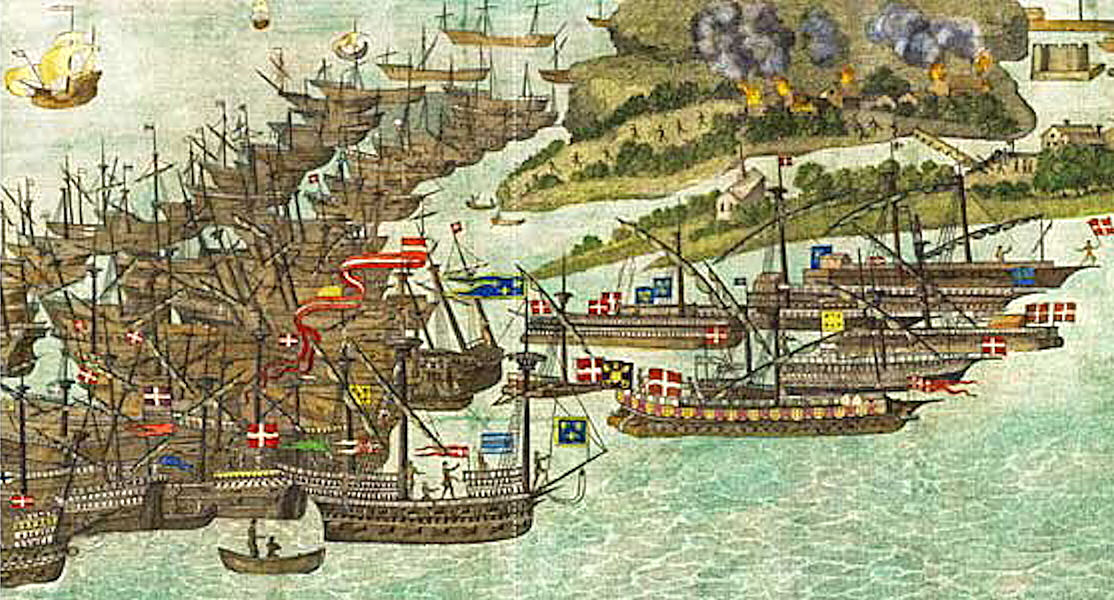
L'attaque de la flotte française sur l'île de Wight (artiste inconnu, XVIe siècle).

La guerre entre la France et l'Angleterre se poursuit et l'armée du dauphin avance sur Montreuil, forçant le duc de Norfolk à lever le siège. Henri VIII retourne en Angleterre à la fin du mois de septembre 1544, donnant l'ordre à Norfolk et au duc de Suffolk de défendre Boulogne. Les deux ducs désobéissent à cet ordre en se repliant sur Calais avec le gros de l'armée anglaise, laissant seulement 4 000 hommes pour défendre Boulogne. L'armée anglaise, en infériorité numérique, est désormais enfermée dans Calais et le dauphin, maître du terrain, concentre ses efforts pour reprendre Boulogne. Le 9 octobre, l'assaut français est presque décisif mais les troupes se livrent au pillage au lieu de continuer l'attaque et sont dispersées par la riposte anglaise. Des pourparlers de paix sont entamés à Calais sans résultat car Henri VIII refuse de restituer Boulogne et insiste pour que François Ier retire son soutien aux Écossais. Charles Quint, qui agit en tant que médiateur, est pris dans ses propres désaccords avec le monarque anglais.
François Ier planifie alors une invasion de l'Angleterre pour forcer Henri VIII à négocier. Une armée de plus de 30 000 hommes est rassemblée en Normandie pour cette expédition et une flotte d'environ 400 navires se prépare au Havre sous le commandement de Claude d'Annebault. Le 31 mai 1545 un corps expéditionnaire français débarque en Écosse. Début juillet, les Anglais, dirigés par le duc de Northumberland, organisent une attaque contre la flotte française mais celle-ci est infructueuse en raison du mauvais temps. Les Français sont toutefois victimes d'une série d'incidents car le premier navire amiral d'Annebault brûle et le second s'échoue. La flotte française quitte finalement Le Havre le 16 juillet et entre dans le Solent trois jours plus tard. Elle livre bataille sans résultat décisif à la flotte anglaise, la seule perte importante subie par les Anglais étant le Mary Rose, qui coule accidentellement. Les Français débarquent sur l'île de Wight le 21 juillet et à Seaford le 25 mais ces opérations échouent et la flotte française retourne faire le blocus de Boulogne. D'Annebault fait une dernière tentative le 15 août près de Beachy Head mais se retire après une brève escarmouche.

## Traité d'Ardres

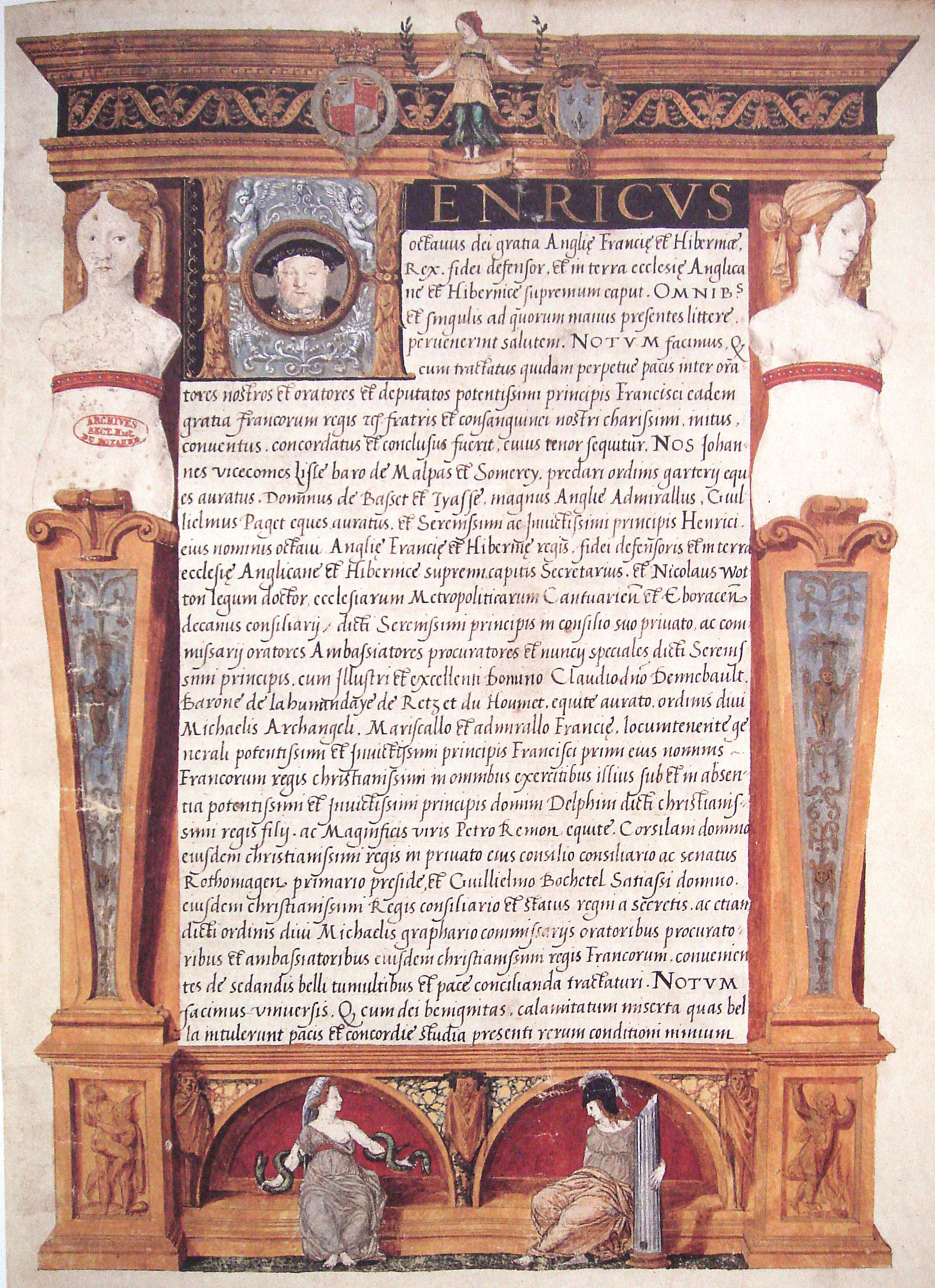
Ratification du traité d'Ardres par Henri VIII (1546).

En septembre 1545, la guerre est dans une impasse et les deux camps, en manque de fonds et de troupes, recherchent vainement le soutien des princes protestants allemands. D'intenses manœuvres diplomatiques ont lieu pour débloquer la situation mais le manque de confiance entre les deux camps et envers l'empereur qui sert d'intermédiaire fait que peu de progrès sont effectués. En janvier 1546, Henri VIII envoie Seymour à Calais pour préparer une offensive mais celle-ci ne se concrétise pas.
François Ier ne pouvant pas se permettre de reprendre une guerre à grande échelle et Henri VIII étant uniquement préoccupé de conserver Boulogne, les négociations reprennent le 6 mai. Le traité d'Ardres est signé le 7 juin 1546 par Claude d'Annebault, Pierre Ramon et Guillaume Bochetel du côté français et par John Dudley, William Paget et Nicholas Wotton du côté anglais. Selon ses termes, Henri VIII conserve Boulogne jusqu'en 1554, date à laquelle il devra rendre la ville en échange du versement de deux millions d'écus. Durant cette période, aucun des deux camps ne devra construire de fortifications dans cette région et François Ier devra reprendre le paiement des pensions dues à Henri VIII. En prenant connaissance du prix exigé pour la restitution de Boulogne, l'ambassadeur de Charles Quint déclare à Henri VIII que la ville va rester aux mains des Anglais de façon définitive. La situation avec l'Écosse est résolue par le seizième article du traité, qui prévoit qu'Henri VIII n'attaquera plus les Écossais sans raison valable. Cela donne un répit à l'Écosse dans la guerre du Rough Wooing mais celui-ci sera de courte durée car les combats reprendront 18 mois plus tard.

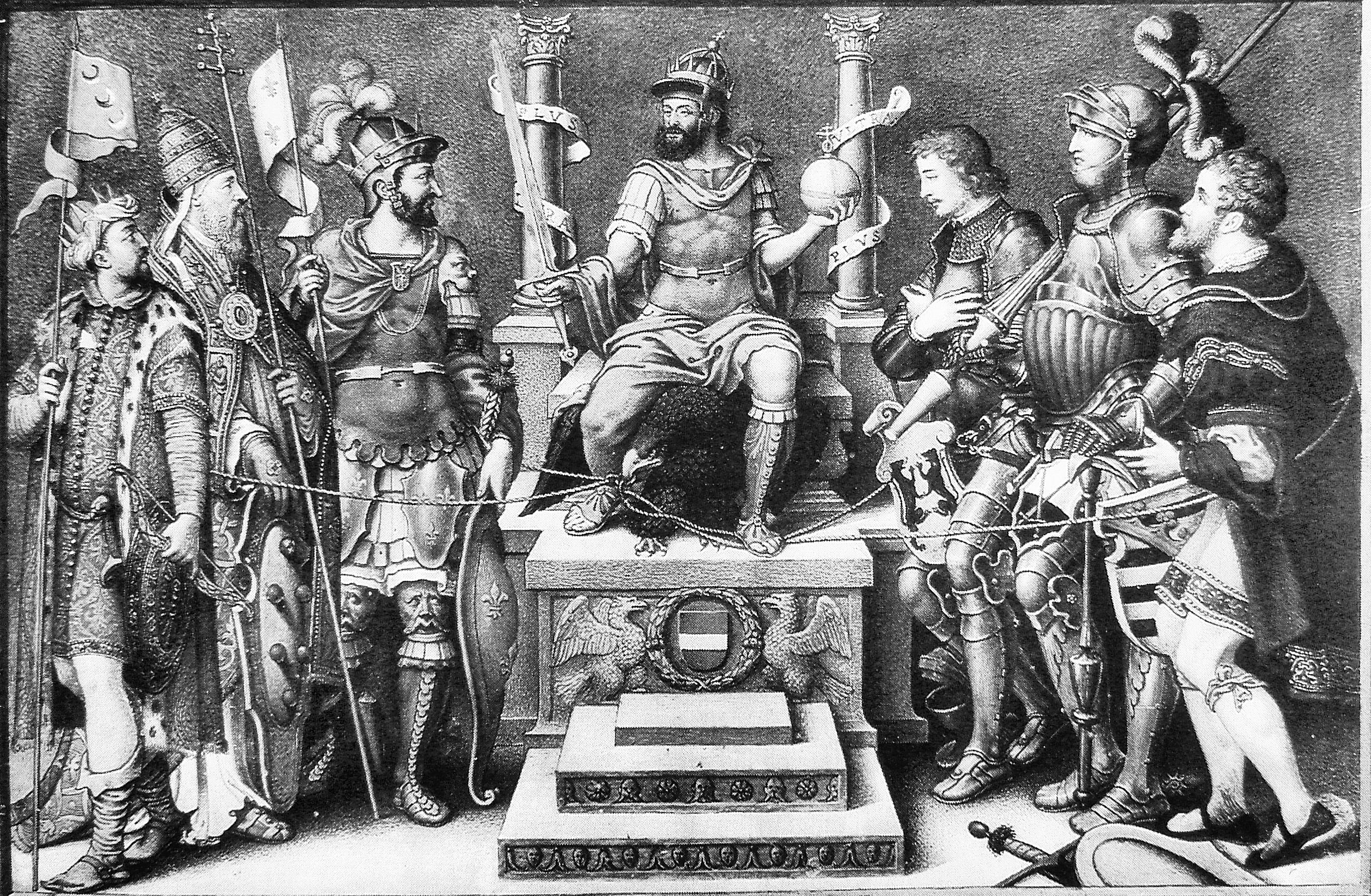
Charles Quint sur son trône entouré de ses ennemis vaincus (par Giulio Clovio, milieu du XVIe siècle). De gauche à droite sont représentés Soliman le Magnifique, le pape Clément VII, François Ier, Guillaume de Clèves, Jean-Frédéric de Saxe et Philippe Ier de Hesse.

## Conséquences
Ce conflit est le plus coûteux des règnes de François Ier et d'Henri VIII, l'Angleterre y ayant englouti presque deux millions de livres alors que la France a eu besoin de plus de deux millions d'écus rien que pour ses forces navales et a dépensé 250 000 écus par an pour de nouvelles fortifications. En Angleterre, le besoin de fonds est tel que les taxes sont élevées à un niveau sans précédent et que le rognage des pièces de monnaie est pratiqué systématiquement. François Ier impose lui aussi de nouvelles taxes et institue plusieurs réformes financières. La France n'est plus en position de soutenir les princes protestants allemands, désormais engagés dans la guerre de Schmalkalden contre Charles Quint et qui sont vaincus à la bataille de Muehlberg le 25 avril 1547. Toujours en 1547, le traité d'Andrinople est signé entre Charles Quint et Soliman le Magnifique, le premier reconnaissant la domination ottomane sur la Hongrie et acceptant de lui verser un tribut pour les possessions des Habsbourg dans ce pays.
Henri VIII meurt le 28 janvier 1547 et François Ier le suit dans la tombe le 31 mars. Le jeune Édouard VI d'Angleterre succède à son père et son Conseil de régence poursuit la lutte contre l'Écosse. En 1548, des escarmouches ont lieu près de Boulogne et, pour éviter d'avoir à livrer une guerre sur deux fronts, les Anglais conviennent de restituer la ville aux Français en 1550, soit quatre ans plus tôt que la date prévue. Les prétentions dynastiques rivales en Italie, principale cause de la guerre, ne sont définitivement résolues qu'en 1559 par la paix du Cateau-Cambrésis, qui met un terme aux six décennies de conflit des guerres d'Italie.